# Igor Štuhec
Igor Štuhec, né le 15 décembre 1932 et mort en septembre 2024, est un compositeur slovène contemporain, vivant à Ljubljana et Maribor.
Il a reçu le Prix Prešeren.